# العلاقات المجرية البيلاروسية
العلاقات المجرية البيلاروسية هي العلاقات الثنائية التي تجمع بين المجر وروسيا البيضاء.

## مقارنة بين البلدين
هذه مقارنة عامة ومرجعية للدولتين:
| وجه المقارنة                                              | المجر                                                       | روسيا البيضاء                    |
| --------------------------------------------------------- | ----------------------------------------------------------- | -------------------------------- |
| المساحة (كم2)                                             | 93.04 ألف                                                   | 207.60 ألف                       |
| عدد السكان (نسمة)                                         | 9.78 مليون                                                  | 9.50 مليون                       |
| الكثافة السكانية (ن./كم²)                                 | 105.12                                                      | 45.76                            |
| العاصمة                                                   | بودابست                                                     | مينسك                            |
| اللغة الرسمية                                             | لغة مجرية                                                   | اللغة البيلاروسية، اللغة الروسية |
| العملة                                                    | فورنت مجري                                                  | روبل بلاروسي                     |
| الناتج المحلي الإجمالي (بليون دولار)                      | 139.14 مليار                                                | 54.44 مليار                      |
| الناتج المحلي الإجمالي (تعادل القوة الشرائية) بليون دولار | 260.42 مليار                                                | 168.35 مليار                     |
| الناتج المحلي الإجمالي الاسمي للفرد دولار أمريكي          | 12.36 ألف                                                   | 5.74 ألف                         |
| الناتج المحلي الإجمالي للفرد دولار أمريكي                 | 25.07 ألف                                                   | 18.18 ألف                        |
| مؤشر التنمية البشرية                                      | 0.828                                                       | 0.798                            |
| رمز المكالمات الدولي                                      | +36                                                         | +375                             |
| رمز الإنترنت                                              | .hu                                                         | .by، .бел                        |
| المنطقة الزمنية                                           | ت ع م+01:00، ت ع م+02:00، أوروبا/بودابست ‏، توقيت وسط أوروبا | ت ع م+03:00                      |

## مدن متوأمة
في ما يلي قائمة باتفاقيات التوأمة بين مدن مجرية وبيلاروسية:
- ترتبط Nyírbátor [الإنجليزية]‏ مع غرودنو باتفاقية توأمة.

## منظمات دولية مشتركة
يشترك البلدان في عضوية مجموعة من المنظمات الدولية، منها:
| علم المنظمة | اسم المنظمة                               | تاريخ انضمام المجر | تاريخ انضمام روسيا البيضاء |
| ----------- | ----------------------------------------- | ------------------ | -------------------------- |
|             | اتفاقية السماوات المفتوحة                 | ?                  | ?                          |
|             | منظمة الأمن والتعاون في أوروبا            | 25 يونيو 1973      | 30 يناير 1992              |
|             | مؤسسة التمويل الدولية                     | 29 أبريل 1985      | 2 نوفمبر 1992              |
|             | منظمة حظر الأسلحة الكيميائية              | ?                  | ?                          |
|             | الأمم المتحدة                             | 14 ديسمبر 1955     | 24 أكتوبر 1945             |
|             | الاتحاد الدولي للاتصالات                  | 1866               | 7 مايو 1947                |
|             | منظمة الشرطة الجنائية الدولية             | ?                  | ?                          |
|             | البنك الدولي للإنشاء والتعمير             | 7 يوليو 1982       | 10 يوليو 1992              |
|             | الاتحاد البريدي العالمي                   | ?                  | ?                          |
|             | المركز الدولي لتسوية المنازعات الاستشارية | 6 مارس 1987        | 9 أغسطس 1992               |
|             | وكالة ضمان الاستثمار متعدد الأطراف        | 21 أبريل 1988      | 3 ديسمبر 1992              |
|             | يونسكو                                    | 14 سبتمبر 1948     | 12 مايو 1954               |
|             | مجموعة الموردين النوويين                  | ?                  | ?                          |

## وصلات خارجية
- موقع وزارة الخارجية المجرية
- موقع وزارة الخارجية البيلاروسية